# Бурма (Карагандинская область)
Бурма (каз. Бұрма) — село в Шетском районе Карагандинской области Казахстана. Административный центр Бурминского сельского округа. Находится примерно в 64 км к западу от районного центра, села Аксу-Аюлы и в 98 км к югу от города Караганда. Код КАТО — 356445100.

## Население
В 1999 году население села составляло 1241 человек (625 мужчин и 616 женщин). По данным переписи 2009 года, в селе проживало 1218 человек (618 мужчин и 600 женщин).